# Dorsiceratus octocornis
Dorsiceratus octocornis is een eenoogkreeftjessoort uit de familie van de Ancorabolidae. De wetenschappelijke naam van de soort is voor het eerst geldig gepubliceerd in 1967 door Drzycimski.